# True love ways
True love ways is een liedje dat op naam staat van de Amerikaanse muziekproducent Norman Petty en de Amerikaanse zanger Buddy Holly. Holly nam het zelf op 21 oktober 1958 op. Het liedje is een vooruitblik op een langdurige relatie, waarin de partners lief en leed zullen delen. Holly was op 15 augustus van dat jaar getrouwd met María Elena Santiago. Het liedje wordt dan ook vaak gezien als Holly’s huwelijkscadeau.
Het liedje werd pas uitgebracht in 1960, meer dan een jaar na Holly’s dood op 3 februari 1959.
Later is het liedje ook door anderen opgenomen. De versies van Peter & Gordon uit 1965 en Cliff Richard uit 1983 haalden de hitparades.

## Versie van Buddy Holly
Buddy Holly nam True love ways op in de studio van Decca Records in de Pythian Temple in New York op 21 oktober 1958. Het zou Holly’s laatste opnamesessie worden; het was tevens de eerste maal dat hij begeleid werd door een orkest. Het stond onder leiding van Dick Jacobs, die ook als producer optrad. De tenorsaxofoon, die bij de opname een prominente rol toebedeeld kreeg, werd bespeeld door Abraham ‘Boomie’ Richman.
Holly nam tijdens dezelfde sessie nog drie nummers op. It doesn't matter anymore en Raining in my heart kwamen in januari 1959, een maand voor Holly’s dood, samen op single uit. Die haalde de dertiende plaats in de Amerikaanse Billboard Hot 100 en de eerste plaats in de Britse UK Singles Chart. Moondreams had Holly al eerder opgenomen, in 1957. De versie met orkest werd, net als True love ways, voor het eerst uitgebracht in april 1960 op het album The Buddy Holly Story, Vol. 2, dat opnamen uit de periode december 1957-oktober 1958 bevat. Op het album staan ook zes demo’s uit de nalatenschap van Buddy Holly, die postuum van een begeleiding waren voorzien, zoals Crying, waiting, hoping.
True love ways werd in juni 1960 als single uitgebracht, met als achterkant That makes it tough, een van de zes nagelaten demo’s die postuum van een begeleiding waren voorzien. De plaat haalde in de VS de Top 100 niet, maar was met een 25e plaats in de UK Singles Chart wel een kleine hit in het Verenigd Koninkrijk. Op de Britse versie was That makes it tough als B-kant vervangen door Moondreams.
In 1963 werd True love ways in de Verenigde Staten nogmaals uitgebracht als achterkant van Bo Diddley, een nummer van Bo Diddley, dat Holly al in 1956 had opgenomen. De plaat haalde de Top 100 niet (maar was met een andere B-kant, It's not my fault, in het Verenigd Koninkrijk met een vierde plaats in de UK Singles Chart wel een succes).
In 1988 werd True love ways in het Verenigd Koninkrijk opnieuw uitgebracht, nu met als B-kant Raining in my heart. De plaat haalde nu de 65e plaats in de UK Singles Chart. Het was, 29 jaar na zijn dood, Holly's laatste hit in dat land.

## Versie van Peter & Gordon
Het Britse duo Peter & Gordon bracht True love ways in 1965 uit als single. Het nummer stond ook op een langspeelplaat met de titel True love ways, die in hetzelfde jaar uitkwam. Het album werd alleen uitgebracht in de VS en Canada. De single haalde de tweede plaats in de Britse UK Singles Chart en de veertiende plaats in de Amerikaanse Billboard Hot 100.
In Nederland haalde de plaat de 17e plaats in de Nederlandse Top 40.

### Nederlandse hitnoteringen

#### Nederlandse Top 40
| Hitnotering week 1: 15-05-1965 week 2 t/m 9: 29-05-1965 t/m 17-07-1965 | Hitnotering week 1: 15-05-1965 week 2 t/m 9: 29-05-1965 t/m 17-07-1965 | Hitnotering week 1: 15-05-1965 week 2 t/m 9: 29-05-1965 t/m 17-07-1965 | Hitnotering week 1: 15-05-1965 week 2 t/m 9: 29-05-1965 t/m 17-07-1965 | Hitnotering week 1: 15-05-1965 week 2 t/m 9: 29-05-1965 t/m 17-07-1965 | Hitnotering week 1: 15-05-1965 week 2 t/m 9: 29-05-1965 t/m 17-07-1965 | Hitnotering week 1: 15-05-1965 week 2 t/m 9: 29-05-1965 t/m 17-07-1965 | Hitnotering week 1: 15-05-1965 week 2 t/m 9: 29-05-1965 t/m 17-07-1965 | Hitnotering week 1: 15-05-1965 week 2 t/m 9: 29-05-1965 t/m 17-07-1965 | Hitnotering week 1: 15-05-1965 week 2 t/m 9: 29-05-1965 t/m 17-07-1965 | Hitnotering week 1: 15-05-1965 week 2 t/m 9: 29-05-1965 t/m 17-07-1965 | Hitnotering week 1: 15-05-1965 week 2 t/m 9: 29-05-1965 t/m 17-07-1965 |
| Week:                                                                  | 1                                                                      |                                                                        | 2                                                                      | 3                                                                      | 4                                                                      | 5                                                                      | 6                                                                      | 7                                                                      | 8                                                                      | 9                                                                      |                                                                        |
| ---------------------------------------------------------------------- | ---------------------------------------------------------------------- | ---------------------------------------------------------------------- | ---------------------------------------------------------------------- | ---------------------------------------------------------------------- | ---------------------------------------------------------------------- | ---------------------------------------------------------------------- | ---------------------------------------------------------------------- | ---------------------------------------------------------------------- | ---------------------------------------------------------------------- | ---------------------------------------------------------------------- | ---------------------------------------------------------------------- |
| Positie:                                                               | 36                                                                     | uit                                                                    | 39                                                                     | 25                                                                     | 24                                                                     | 17                                                                     | 20                                                                     | 28                                                                     | 32                                                                     | 32                                                                     | uit                                                                    |

#### NPO Radio 2 Top 2000
| Nummer met noteringen in de NPO Radio 2 Top 2000 | '99  | '00-'01 | '02  |
| ------------------------------------------------ | ---- | ------- | ---- |
| True Love Ways                                   | 1580 | -       | 1415 |

1. ↑  Een '-' betekent dat het nummer niet was genoteerd en een vetgedrukt getal geeft de hoogste notering aan.
2. ↑  Deze tabel is bijgewerkt tot en met de laatste editie (2024).

## Versie van Cliff Richard
De Britse zanger Cliff Richard nam het nummer in november 1982 op voor zijn album Dressed for the occasion, begeleid door het London Philharmonic Orchestra. In april 1983 werd het uitgebracht als single. De plaat haalde de achtste plaats in de UK Singles Chart en was een klein hitje in Nederland (41 in de Nationale Hitparade) en Vlaanderen (24 in de Ultratop 50).

## Andere versies
- Jackson Browne nam het nummer op voor het album Listen to me: Buddy Holly uit 2011, een tributealbum waarop diverse artiesten een nummer van Buddy Holly zingen.[10]
- Gary Busey, in 1978 de hoofdrolspeler in de film The Buddy Holly Story over het leven van Buddy Holly, zong onder andere True love ways in die film. Het staat ook op het soundtrackalbum.[11]
- Elvis Costello zong het nummer in 1986 live. Een opname daarvan is uitgebracht op een extra cd die in 2005 werd toegevoegd aan het album King of America.[12]
- David Essex en Catherine Zeta Jones zongen het nummer samen in 1994. Het kwam uit als single en als cd.[13]
- De countryzanger Mickey Gilley nam het nummer in 1980 op voor zijn album That's all that matters to me.[14] Het kwam ook op single uit. Die haalde de eerste plaats in de Hot Country Songs, de Amerikaanse country-hitparade en de 66e plaats in de Billboard Hot 100.[15]
- Frank Ifield zette het nummer in 1964 op de B-kant van zijn single Summer is over.
- Johnny Mathis zette het nummer in 1989 op zijn album In the still of the night.[16]
- The Mavericks namen het nummer op voor het album Not fade away (Remembering Buddy Holly) uit 1996, een tributealbum voor Buddy Holly.[17]
- Martina McBride zette het nummer op haar album Timeless uit 2005.[18]
- My Morning Jacket nam het nummer op voor het album Rave on Buddy Holly, ook al een tributealbum voor Buddy Holly.[19]
- Ricky Nelson nam het nummer op in de winter van 1978 op 1979, maar het verscheen pas op het postume album Memphis Sessions van 1986.[20]
- Bobby Vee nam het nummer op voor zijn album I remember Buddy Holly van 1963.[21]